# 恩斯特·奥斯特
恩斯特·奥斯特（德語：Ernst Aust；1923年4月12日—1985年8月25日）是一位德国共产主义政治活动家和记者以及德国共产党/马列的创始人。

## 生平
1923年4月12日，奥斯特出生于汉堡艾姆斯比特尔街区一个工人阶级家庭。第二次世界大战期间，他被英国俘虏。在俘虏营里，他结识德国共产主义者，并开始研究马克思主义著作。奥斯特后来成为德国共产党和争取德国民主革新文化协会的成员。1951年起，他担任《汉堡人民报》的编辑。
1953年，奥斯特代表德共接管了黑尔戈兰解放运动的杂志《闪烁的火光》。奥斯特坚决反对去斯大林化，并在中苏交恶期间支持中华人民共和国。1967年6月，奥斯特开始出版报纸《红色黎明》。
1968年12月31日，奥斯特在汉堡创建德国共产党/马列——这是德国最早的“K-团体”之一。在1971年底的德共/马列特别代表大会上，他当选为德共/马列主席。
德共/马列后来分裂了几次。早在1970年，奥斯特就与理论刊物《革命之路》的编辑威利·迪克胡特产生矛盾。迪克胡特后来成为德国共产主义工人协会的创始人，该协会由德国共产党/马列（革命之路）和共产主义工人协会/马列合并而成，德国共产主义工人协会后来发展为德国马列主义党。尽管迪克胡特在毛泽东去世后仍然是毛主义者，但奥斯特在1978年之后转而追随阿尔巴尼亚劳动党领导人恩维尔·霍查的路线。1974年，霍查首次单独接见奥斯特。
1985年8月25日，奥斯特在米登逝世，得年62岁。